# Wolfgang Püchler
Wolfgang Püchler OFM († 23. Juli 1475 in Wien) war von 1445 bis 1475 Bischof von Hippo und Weihbischof in Passau.

## Leben
Püchler war Profess des Regensburger Minoritenklosters. 1445 wurde er mit dem Titularsitz Hippo (Hippo Regius) zum Weihbischof in Passau geweiht. Seine erste bischöfliche Amtshandlung war die Konsekration der Dominikanerkirche in Retz 1445.
Ob er zugleich 1445 Pfarrer in Tulln an der Donau war, wie bei Leidl/Gatz zu lesen, ist nicht sicher belegt. Die Annahme gründet einzig auf der Tatsache, dass sein Bild in der Porträtsammlung der Tullner Pfarrherren vorkommt, aber nicht einmal die wohl aus der Barockzeit stammende Bildlegende auf der Rückseite bezeichnet ihn als solchen. Von 1451 bis 1452 war er Pfarrer von Weitra und 1469 in Hainburg bei Wien. Er war Hofprediger in Wien und ab 1459 und 1469 für jeweils sechs Jahre Provinzial der österreichischen Minoritenprovinz, außerdem bischöflicher Hofrat in Passau.
Er war als Bischof nur im Land unter der Enns tätig. Über seine Tätigkeit sind in den Weiheregistern zahlreiche Nachrichten zu finden. Neben der schon erwähnten Konsekration der Dominikanerkirche in Retz 1445, weihte er 1459 den Hochaltar und drei weitere
Altäre in der Korneuburger Augustinerkirche, setzte 1465 Abt Paulus Pymisser im Stift Seitenstetten ein und rekonziliierte im Juni 1466 die Stiftskirche, die Kapellen, die Friedhöfe der Mönche und die Pfarrkirche Klein-Mariazell, im selben Jahr auch die Stiftskirche und den Friedhof des Stiftes Zwettl und 1471 an der Pfarrkirche und dem Friedhof zu Wilhelmsburg. Am 25. März 1472 weihte Püchler drei Altäre in der Pfarrkirche in Meisling bei Krems.
Er starb an einem 23. Juli, wahrscheinlich 1475, in Wien und wurde im Minoritenkloster am Minoritenplatz bestattet. Sein Grabstein ist nicht mehr vorhanden.